# Riddarholmsskibet
Riddarholmsskibet er et senmiddelalderligt orlogsskib, som blev fundet i Riddarholmskanalen ud for den sydøstlige del af Riddarholmen i Stockholm i 1930. Vraget blev opdaget i forbindelse med opmudringsarbejde i kanalen, som var et vandområde mellem Stadsholmen og Gråmunkeholmen, som fra 1638 hed Riddarholmen.
Fundet blev årsag til grundlæggelsen af Stockholms stadsmuseum i 1937, og det er museets første registrerede genstand. Museet åbnede for publikum i 1942 og er det vigtigste arkæologisk fund, der er gjort i Stockholm.
Skibet er blev først dateret til mellem 1420 og 1543. Det var et klinkbygget fartøj frem for kravelbygget, som var begyndt at blive almindeligt i denne periode. I 1980'erne, hvor dendrokronologien var mere udviklet, blev perioden indsnævret til mellem 1520 og 1527 (+/- 5 år), og man kunne også konstatere, at det var relativt nyt, da det sank.
Vraget er i dag udstillet på Stockholms medeltidsmuseum.